# 新潟県道53号胎内二王子公園羽黒線
新潟県道53号胎内二王子公園羽黒線（にいがたけんどう53ごう たいないにのうじこうえんはぐろせん）は、新潟県胎内市を通る県道（主要地方道）である。

## 概要

### 路線データ
- 実延長：26,072.8 m[1]
- 起点：新潟県胎内市下荒沢字胎内山
- 終点：新潟県胎内市羽黒字追分（国道7号・新潟県道493号荒川中条線交点）

## 歴史
- 1993年（平成5年）5月11日 - 建設省から、県道胎内二王子公園羽黒線が胎内二王子公園羽黒線として主要地方道に指定される[2]。

## 地理

### 通過する自治体
- 胎内市

### 交差する道路
- 新潟県道494号熱田坂大長谷線（胎内市熱田坂字長崎野）
- 国道290号（鼓岡交差点）
- 新潟県道402号樽ヶ橋長政線（樽ヶ橋交差点）
- 国道7号 中条黒川バイパス・新潟県道493号荒川中条線（終点：追分交差点）

### 周辺
- 新潟県 新発田地域振興局 地域整備部 奥胎内分所
- 胎内市役所 黒川支所
- 胎内市立黒川中学校
- 胎内市立鼓岡小学校
- 鼓岡郵便局
- 黒川郵便局
- 胎内川
- 奥胎内ダム
- 胎内川ダム
- 胎内第一ダム
- 胎内第二ダム
- 胎内渓谷
- 胎内高原
- 胎内温泉
- 櫛形山脈
- 飯豊山地
  - 二王子岳
- 磐梯朝日国立公園
- 胎内二王子県立自然公園
- 国設胎内スキー場
- 奥胎内ヒュッテ